# Пять тысяч франков «Генрих IV»
Пять тысяч франков Генрих IV — французская банкнота, эскиз которой был утверждён 7 февраля 1957 года, выпускавшаяся в обращение Банком Франции c 21 ноября 1958 до замены на банкноту Пятьдесят новых франков Генрих IV.

## История
Этот полноцветная полихромная банкнота принадлежит к серии «Знаменитые личности» и является последней банкнотой этой серии в «старых франках».
В первом проекте банкноты, созданном художником Клеманом Серво, король Генрих IV появился в своей знаменитой шляпе. Изображение короля, помещённое на банкноту, вызвало некоторые споры в рамках Четвертой Республики, хотя другие исторические фигуры были приняты публикой без критики, такие например, как 1000 франков Ришельё или 10 000 франков Бонапарт. Тем не менее, в Пятой республике, Банк Франции стал изображать на банкнотах только политиков и учёных.
Эта банкнота была напечатана в период с 1957-го по 1959 год в количестве только 170 000 000 экземпляров. Поэтому она является редкой на сегодняшний день.
Изъятие банкноты из обращения началось с 4 января 1960 года до того, как она была лишена статуса законного платёжного средства с 1 апреля 1968 года.

## Описание
Дизайн банкноты был спроектирован художником Жаном Лефевром, вдохновленным картиной Жака де Форназериса (1594—1622, гравёры Андре Марлиат и Жюль Пиль.
Доминирующие цвета банкноты красный и жёлтый.
Аверс: король Генрих IV в центре банкноты, в форме начальника вооруженных сил, держащий свой командный жезл, на фоне Пон-Нёфа, в который входит водяной насос Самаритен, который можно также увидеть на картине Рагенета.
Реверс: король Генрих IV в центре банкноты, на фоне замка По расположенного справа.
Водяной знак — портрет Марии Медичи на три четверти.
Размеры банкноты составляют 160 × 85 мм.

## Новый выпуск
30 октября 1958 года Банк Франции принял решение о выпуске новой партии банкнот с этим же дизайном, с номиналом 5 000 франков, на красном фоне. Эти банкноты были выпущены 17 июля 1959 года и изъяты из обращения 4 января 1960 года, когда были готовы банкноты в «новых франках». Было выпущено 30 000 000 таких банкнот.